# Ludwig Ferdinand Clauß
Ludwig Ferdinand Clauß (* 8. Februar 1892 in Offenburg; † 13. Januar 1974 in Huppert (Heidenrod)) war ein deutscher Psychologe und ein einflussreicher Rassentheoretiker in den 1920er Jahren und in der Zeit des Nationalsozialismus. Er war Schüler von Edmund Husserl.

## Leben

### Vor 1945
Clauß wuchs in Freiburg auf und besuchte dort das Gymnasium. Sein Vater war dort Landgerichtsrat. Nach dem Abitur absolvierte er seinen Militärdienst in der Marine, wo er als Seekadett Norwegen bereiste. Er meldete sich im Ersten Weltkrieg freiwillig zur Marine.
In Freiburg studierte er Philosophie, Psychologie und deutsche, englische und skandinavische Philologie. Von 1917 bis 1921 war Clauß Mitarbeiter von Edmund Husserl. 1918 heiratete er in Freiburg die Tochter eines Universitätsprofessors, von der er sich nach einem Jahr wieder scheiden ließ. Im November 1919 legte er die Staatsprüfung für das Höhere Lehramt ab. 1921 wurde er mit seiner Arbeit Die Totenklagen der deutschen Minnesänger bei Husserl promoviert.
1920 wurde Clauß Mitglied im Deutschbund und im antisemitischen Deutschvölkischen Schutz- und Trutzbund. Laut Breuer war er möglicherweise auch Mitglied des völkischen Jugendbundes der Adler und Falken, in dessen Zeitschriften Clauß ausgiebig zu Wort kam.
An der Bismarck-Hochschule in Dresden hielt Clauß 1921/22 seine ersten Vorlesungen zur Psychologie der Rasse. Husserl bot ihm ein Projekt über Wilhelm von Humboldts Sprachphilosophie zur Habilitation an. Dieses Projekt wurde jedoch bald wegen unvereinbarer Interessen abgebrochen. Als Grund gab Clauß später an, dass Husserl Jude ist. Eigentlich wollte sich Clauß bei Husserl mit seinem Werk die Nordische Seele (1923) habilitieren. Das Buch mit seinen Attacken auf jüdische Entartungserscheinungen erweckte jedoch dessen Unwillen. Husserl weigerte sich, „Die nordische Seele“ als Habilitationsschrift anzunehmen. Dennoch lieferte Clauß einen Beitrag zu der Festschrift zu Husserls 70. Geburtstag, die 1929 erschien. Denn seine Rassenseelenkunde verstand Clauß als eine Erweiterung der Phänomenologie Husserls.
1923 arbeitete er als Landarbeiter in Norwegen, danach als Schiffer in Dänemark und Schweden. 1925 bereiste er den Balkan. Seine Reisen wurden von seinem Förderer Friedrich Wilhelm Prinz zur Lippe unterstützt. Mit ihm und Margarete Landé, die er während des Studiums bei Husserl kennengelernt hatte, brach er im Januar 1927 zu einer längeren, vier Jahre dauernden Exkursion in den Nahen Osten auf. Während dieser Reise trat Clauß zum Islam über. Mit seinen Studien zur „vorderasiatischen“ und zur „wüstenländischen Rassenseele“ war Clauß nach seiner Reise jahrelang beschäftigt. Margarete Landé, die jüdischer Herkunft war, half ihm als private Mitarbeiterin bei der Auswertung.
Zum 1. Mai 1933 trat er der NSDAP bei (Mitgliedsnummer 2.909.460). Im Juli 1933 schloss sich Clauß Hauers Arbeitsgemeinschaft der Deutschen Glaubensbewegung an. 1934 gründete Clauß zusammen mit Hans F. K. Günther als Publikationsorgan des Nordischen Ringes die Zeitschrift Rasse. Zeitweise wurde Clauß von der SS-Stiftung Forschungsgemeinschaft Deutsches Ahnenerbe gefördert. Er war Mitglied im Nationalsozialistischen Lehrerbund und im Reichsnährstand, letzteres weil er auf einem kleinen Landgut in Rüthnick bei Berlin lebte und als Beruf „Forstwirt“ angab.
1935 heiratete Clauß zum zweiten Mal, die Tochter eines ostpreußischen Offiziers aus altem Adel, ließ sich aber 1940 wieder scheiden. 1936 gelang es ihm, sich aufgrund erbrachter Leistungen, zu denen sein altes Buch Rasse und Seele von 1926 und andere Schriften zählten, zu habilitieren. Unterstützt durch den NS-Studentenbund erhielt er an der Berliner Universität eine Dozentur und wurde 1941 verbeamtet. Auf dem Höhepunkt seiner Karriere 1941 war Clauß für den Lehrstuhl für Rassenkunde und Rassenpolitik an der Reichsuniversität Posen vorgesehen und sollte Mitglied einer Kommission zur „Erforschung der rassischen Grundelemente des italienischen Volkes“ werden. Beides wurde durch Intervention des Amtes Rosenberg verhindert. Ausgelöst hatte das alles eine Anzeige seiner zweiten Ehefrau beim Rassenpolitischen Amt, die als Folge potenziert wurde durch eine interne Rivalität zwischen Clauß und Walter Groß, der ein Parteiausschlussverfahren anstrengte. 1943 kam es schließlich zum Parteiausschluss und auch seiner Entlassung aus dem Beamtenverhältnis. Clauß wurde vorgeworfen, durch eine Beziehung zu Margarete Landé gegen die Nürnberger Rassengesetze verstoßen zu haben. Er versteckte seine Mitarbeiterin bis zum Ende des Krieges und rettete sie damit vor dem Tod.
Trotz seines Parteiausschlussverfahrens durfte Clauß weiterhin wirken. Hans Ehlich vom Reichssicherheitshauptamt (RSHA) bescheinigte ihm „gute Absichten“ und dass seine Forschungsergebnisse „doch von erheblicher Bedeutung“ seien.
Im Mai 1944 wurde Clauß als Sturmmann der Waffen-SS als Kriegsberichter zur SS-Standarte Kurt Eggers einberufen. Ab September 1944 war er in Bosnien im Einsatz. Zusammen mit seinem Schüler Bruno Beger sollten sie das „aktive Kampfverhalten“ der sogenannten „Muselmann-Divisionen“ beobachten und filmen. 1943 waren auf dem Balkan Divisionen der Waffen-SS aus etwa 30.000 „mohammedanischen Bosniaken“ aufgestellt worden. Clauß wurde jedoch im November 1944 bei einem Luftangriff verwundet und kehrte daher nach Rüthnick zurück. Im November 1944 lieferte er einen „Abschlussbericht“ über seine Aktivitäten bei der Division Handschar, wo er auf grundlegende Probleme im Verhalten deutscher Soldaten und Offiziere hinwies und resümierte, dass die Bosniaken vor allem eine ausgeprägte „Unruhe“ der Deutschen irritiert hätte.

### Nach 1945
Nach dem Krieg stellte Clauß einen Antrag auf Wiedergutmachung, der jedoch abgelehnt wurde. Als Grund wurde aufgeführt, dass Clauß bei seinem Parteiausschlussverfahren zwar sein Verhalten gegenüber Margarete Landé vorgeworfen wurde, nicht jedoch seine Rassenlehre. Clauß legte Berufung ein. Das Verfahren zog sich 11 Jahre hin und endete im März 1962 mit einem Vergleich, den Clauß akzeptierte. Erneut wurde festgestellt, dass eine Wiedergutmachung ausgeschlossen sei, weil Clauß „den Nationalsozialismus gefördert habe“, aber „durch seine Entlassung als Dozent auch durch ihn geschädigt worden sei“. Ihm wurde eine geringe Rente zuerkannt. Er unternahm, unterstützt von der Deutschen Forschungsgemeinschaft, weitere Forschungsreisen in außereuropäische Länder wie die Türkei und den Iran. Für die Rettung von Margarete Landé wurde er 1979 nach seinem Tod in Unkenntnis seiner Rolle im Nationalsozialismus als Gerechter unter den Völkern geehrt. Nachdem seine Verstrickungen bekannt geworden waren, nahm man 1996 die Ehrung zurück.

## Wirken
Clauß entwickelte maßgeblich die physiognomisch-mimische Methode. Diese geht von der Annahme aus, dass sowohl „reine“ wie „gemischte Rassen“ ihre jeweils eigene und „typenbildende“ Expression haben. In seiner Rassenlehre ging es primär um die Typisierung angenommener Phänomene und weniger um die Erforschung „rassischer Merkmale“. In einem Beitrag mit dem Titel „Sind die Juden eine minderwertige Rasse?“ kam Clauß 1933 zum Schluss „Für die Wissenschaft gibt es keine minderwertigen Rassen.“
Nach Hans F. K. Günther war Clauß der wichtigste Referenzautor in der rassenpädagogischen Literatur und der „eigentliche Begründer“ der Rassenseelenkunde. Für Reinhard Mehring gehört Clauß zu den „Vätern des NS-Rassismus“. Prägenden Einfluss übte er auf die Rassenpsychologin Sigrid Hunke aus, deren Dissertation er betreute und die in der Nachkriegszeit als gefragte Nahost-Expertin, Autorin populärer Bücher zum Islam und als „deutsch-unitarische“ Theologin auftrat.
Im Februar 1945 verfasste Clauß ein Dokument zur „Vorbereitung eines Einsatzes zur Gewinnung islamischer Völker“, wo er seine eigene Arbeiten mit dem Bestrebungen der „Germanischen Leitstelle“ im SS-Hauptamt verband. Das Amt war für die Aufstellung und Betreuung nicht-germanischer Verbände der Waffen-SS zuständig. Bei diesem Projekt wollte Clauß selbst die Mitwirkung bei arabischen Autoritäten bewerben, Bruno Beger sollte sich zu Freiwilligenverbänden in Turkestan begeben und ein weiterer Schüler von Clauß, Reinhard Walz sollte sich um die Koran-Deutung kümmern. Realer Hintergrund des Projektes waren nicht nur die eigenen Erfahrungen bei den „Muselmann-Divisionen“ auf dem Balkan, sondern auch ein Kooperationsabkommen des SS-Hauptamtes mit Mohammed Amin al-Husseini, dem Großmufti von Jerusalem, um eine „rassenseelisch“ begründete Abklärung wechselseitiger Interessen auszuloten. Im Zusammenhang mit der Aufstellung von Verbänden aus Angehörigen von Turkvölkern wurde durch das Amt im November 1944 in Dresden eine „Mullah-Schule“ gegründet, in der Imame für die Truppenbetreuung ausgebildet wurden.

## Schriften (Auswahl)

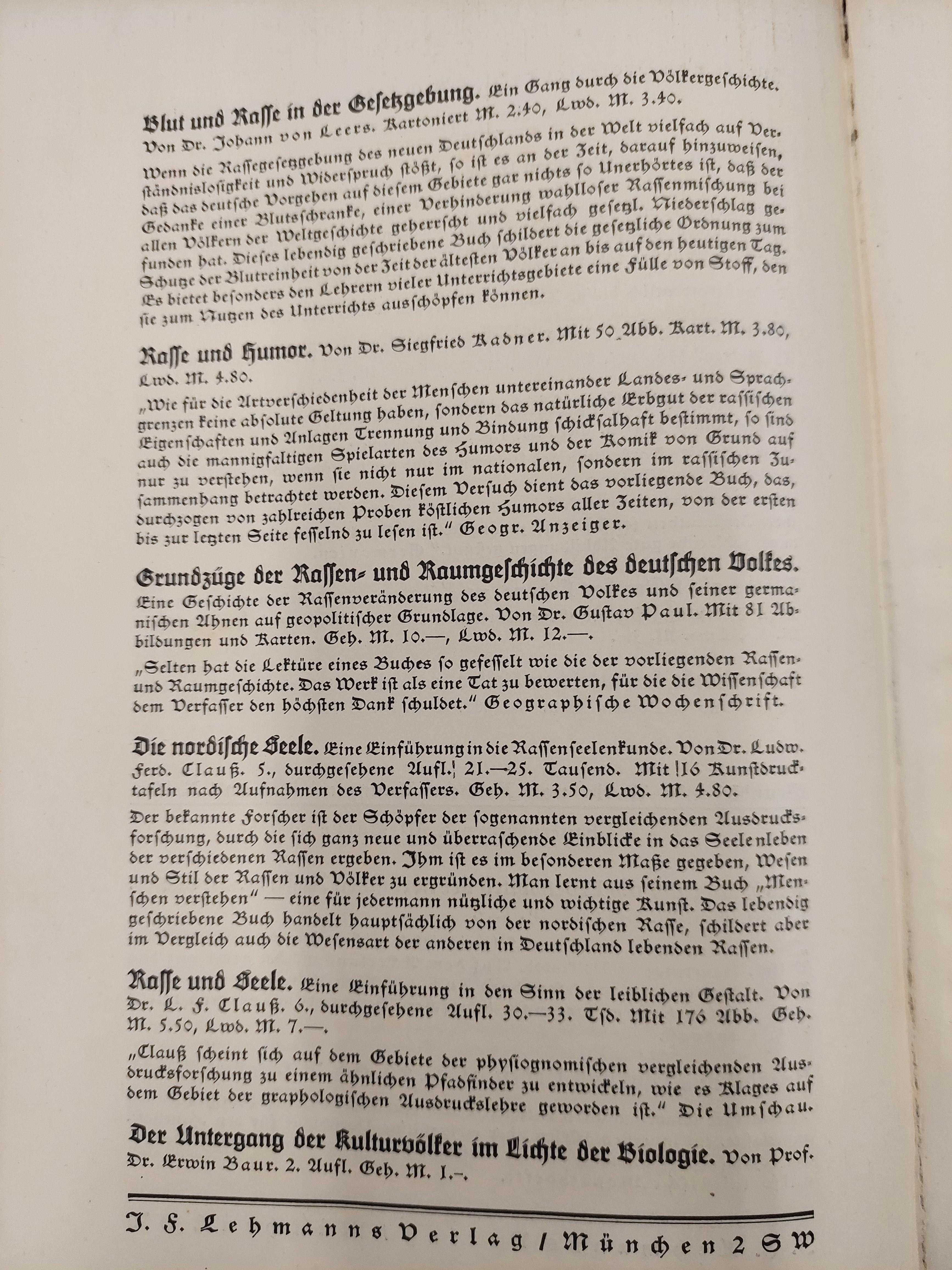
Verlagswerbung für Die nordische Seele (1936)

- Lieder der Edda. Altheldischer Sang in neues Deutsch gefasst von Ludwig Ferdinand Clauss. Lehmann und Schulze, 1921.
- Die nordische Seele. Eine Einführung in die Rassenseelenkunde. Niemeyer, Halle 1923.
- Rasse und Seele. Eine Einführung in die Gegenwart. J.F. Lehmann, München 1926. Später mit dem Untertitel Eine Einführung in den Sinn der leiblichen Gestalt.
- Von Seele und Antlitz der Rassen und Völker. Eine Einführung in die vergleichende Ausdrucksforschung. J.F. Lehmann, München 1929.
- Als Beduine unter Beduinen. Herder, Freiburg im Breisgau 1933
- Rasse und Charakter – das lebendige Antlitz. M. Diesterweg, Frankfurt am Main 1936.
- Rasse ist Gestalt. Eher, München 1937.
- Semiten in der Wüste unter sich. Miterlebnisse eines Rassenforschers. Büchergilde Gutenberg, Berlin 1937.
- Rassenseele und Einzelmensch. J.F. Lehmann, München 1938.
- Araber. Luken & Luken, 1943.
- Umgang mit Arabern des Ostens. Luken & Luken, 1949.
- Thuraja. Roman. Kompass-Verlag, 1950.
- Verhüllte Häupter. Roman. C. Bertelsmann, Gütersloh 1955.
- Die Wüste macht frei. Roman. C. Bertelsmann, Gütersloh 1956.
- Die Seele des Andern. Wege zum Verstehen im Abend- und Morgenlande. B. Grimm, Verlag für Kunst und Wissenschaft, 1958.
- Die Weltstunde des Islam. Neues Forum, 1963.

Nach Kriegsende wurden Clauß’ Schriften Rasse ist Gestalt (Eher, München 1937), Rassenseele und Einzelmensch (Lehmann, München 1938), Die nordische Seele (Lehmann, München 1940), Rasse und Charakter (Diesterweg, Frankfurt a. M. 1942) und Rasse und Seele (Lehmann, München 1943) in der Sowjetischen Besatzungszone auf die Liste der auszusondernden Literatur gesetzt.